# Bretó (kommunhuvudort)
Bretó är en kommunhuvudort i Spanien.   Den ligger i provinsen Provincia de Zamora och regionen Kastilien och Leon, i den nordvästra delen av landet, 230 km nordväst om huvudstaden Madrid. Bretó ligger 709 meter över havet och antalet invånare är 236.
Terrängen runt Bretó är platt. Runt Bretó är det glesbefolkat, med 8 invånare per kvadratkilometer. Närmaste större samhälle är Benavente, 14,6 km norr om Bretó. Trakten runt Bretó består till största delen av jordbruksmark.